# Asil del Sant Crist
L'Asil del Sant Crist, o Llar del Sant Crist, és un edifici emplaçat al Pla de Sant Agustí d'Igualada (Anoia), situat a l'oest del nucli antic de la ciutat. Ocupa una illa sencera, entre els carrers de Milà i Fontanals, Prat de la Riba i Sor Rita Mercader. Tot i que les línies bàsiques són pròpies del modernisme, es tracta d'una construcció tardana i eclèctica, que integra diferents formes de l'arquitectura popular i tradicional catalana. Està catalogat com a bé cultural d'interès local.

## Història
La construcció va començar l'any 1931, a partir d'una donació efectuada per les germanes Magdalena, Dolors i Concepció Castells i Reixachs, membres d'una influent família d'industrials i mecenes locals. Fou projectat per Joan Rubió i Bellver, deixeble d'Antoni Gaudí, i entre el 1936 i el 1939 la Guerra Civil espanyola va interrompre'n les obres, que no van finalitzar fins a l'any 1941. L'asil fou inaugurat pel mossèn Amadeu Amenós i Roca.
El 1943, els representants de les germanes Castells van emprendre les gestions destinades a convertir el conjunt arquitectònic en residència per a la tercera edat. Actualment n'és titular l'orde de les Germanetes dels Ancians Desemparats.

## Descripció
És un edifici de planta i dos pisos, amb una torre a la façana principal. En el bell mig de l'edifici trobem el claustre. Adossada a l'edifici, l'església, que té forma de creu grega, creuer, arcs parabòlics i cobert amb cimbori. Tot l'edifici és construït amb pedra i també la pedra és emprada com a element decoratiu. A nivell estilístic observem una barreja: romànic, gòtic en els arcs ogivals, àrab i allò típicament modernista.

### Façana i torre-campanar
L'Asil està format per dos cossos laterals. A la part del davant, aquests estan units per la façana i el vestíbul; a la part del darrere, per l'església; i a la part del centre, per un claustre interior. Tot aquest conjunt de quatre plantes té adossada una torre-campanar en un dels extrems, que li dona un cert aire medieval. El material d'obra que predomina a l'edifici és la pedra, la major part de la qual va ser extreta del Pla del Magre (Jorba) pel picapedrer Josep Saumell i Soler. La pedra és utilitzada a l'asil no tan sols com a element constructiu, sinó també com a recurs decoratiu. Tant a dins com a fora, la diversitat de tractaments i de formes de què és objecte converteixen la pedra en l'element que dona personalitat a l'edifici de l'asil.

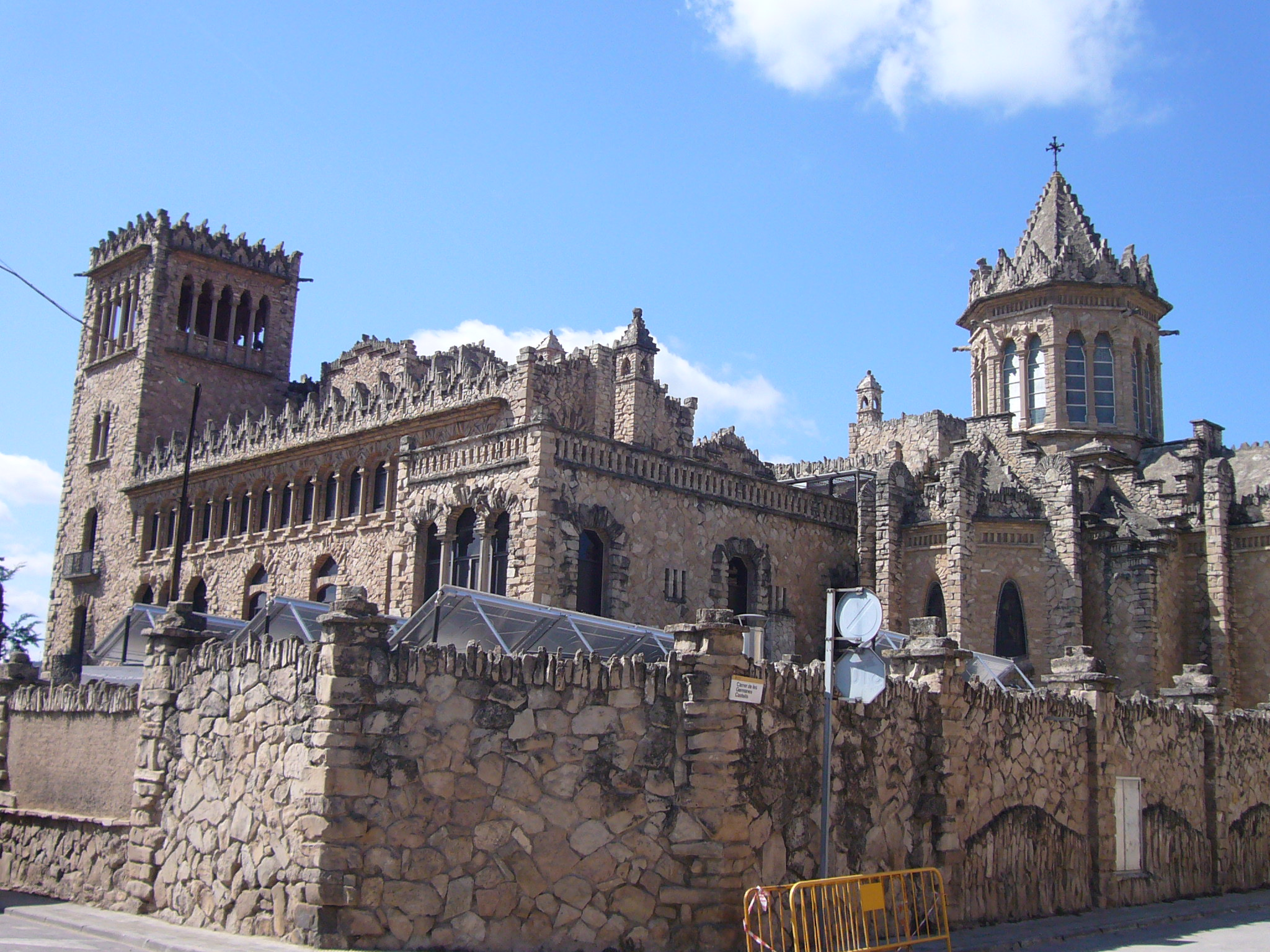
Asil del Sant Crist, vista posterior

Malgrat els materials amb què és construïda, la façana de la llar del Sant Crist és d'aspecte lleuger. Aquesta sensació s'obté gràcies a les obertures que hi descriuen tres galeries exteriors, que estan inspirades en l'arquitectura de les tradicionals masies catalanes. A més, un conjunt d'arcs hi dona un ritme ascendent, conjuntament amb un seguit de pinacles. La façana és completada per una torrassa de secció quadrangular que, situada al costat dret, evoca la tradicional silueta d'un campanar. De tota manera, les seves formes medievalitzants -els merlets, per exemple- també fan pensar en les torres de l'homenatge pròpies dels castells. L'escultura del pati, obra de Joan Puigdollers, representa santa Teresa Jornet i Ibars, fundadora de la congregació, acompanyada de dos avis. Damunt la porta d'entrada hi ha també una altra escultura, d'Ernest Marco, que representa la Mare de Déu dels Desemparats.

### Església

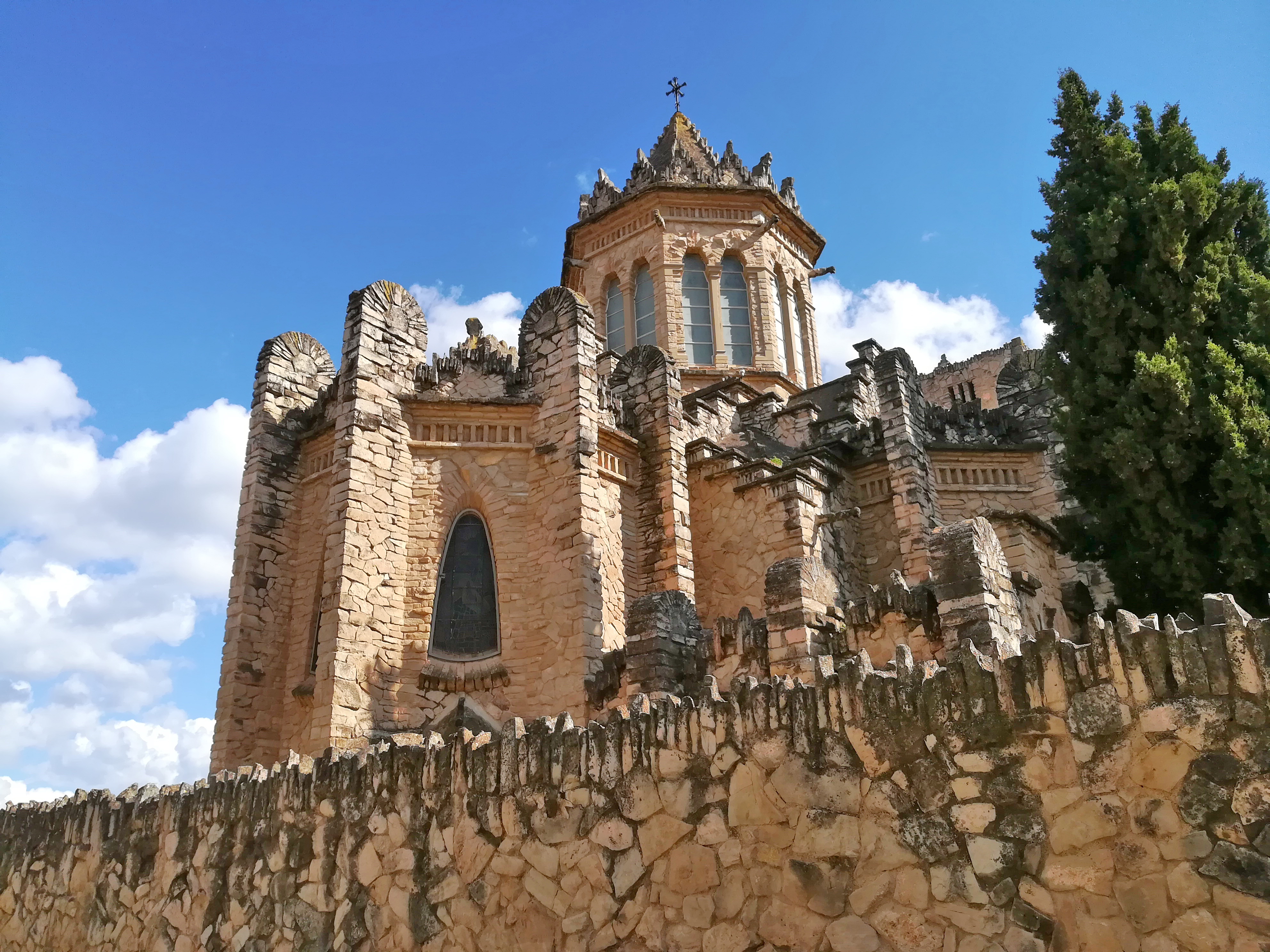
Església

És l'element de l'edifici que representa una arquitectura més gaudiniana i, per tant, més espectacular, sobretot pel valor expressiu que hi assoleix la pedra, tant des d'un punt de vista constructiu, com també decoratiu. Situada a la part posterior, la capella de la Llar del Sant Crist té una planta de creu grega. El creuer -és a dir, l'espai central- és cobert per un cimbori, que es recolza sobre un tambor poligonal amb un sostre de falsa cúpula, format per l'aproximació progressiva de les filades, una tècnica de cobriment pròpia de l'arquitectura rural. Tota aquesta estructura descansa sobre uns arcs parabòlics, entre els quals es defineixen una mena de triangles esfèrics, anomenats petxines. Al seu torn, aquests arcs parabòlics se sostenen sobre quatre columnes de pedra d'una sola peça, procedents de Girona. Tot plegat dona com a resultat un conjunt en què predomina el sentit ascendent, que està en consonància amb els paraments exteriors de l'edifici, especialment la façana. En una de les columnes que sostenen els arcs de l'església, situada a la dreta de l'altar, es pot apreciar la signatura de l'arquitecte, efectuada amb caràcters modernistes. Els vitralls de la capella representen els sants corresponents als noms de l'arquitecte, les legatàries -és a dir, les germanes Castells- i els seus hereus.

### Claustre
Tot i que uneix les dues ales de l'edifici en els trams centrals, per les reduïdes dimensions, el claustre de la Llar del Sant Crist no està destinat a ordenar les diferents dependències de l'asil, sinó que ha estat concebut com un element de tipus simbòlic, que evoca la tradicional arquitectura monàstica catalana. Aquesta intencionalitat simbòlica més que no pas funcional hi és reforçada per la decoració neoromànica, l'austeritat de la qual dona identitat al claustre. Aquest es configura, per tant, com una galeria de passadissos coberts i tancats, i es diferencia deliberadament de la resta de l'edifici, on predomina l'exuberància de formes.
La llar del Sant Crist és un conjunt arquitectònic gairebé únic a Igualada, tant per la seva monumentalitat -que de vegades està en contradicció amb la seva funcionalitat- com per la riquesa d'elements que integra, que van des del modernisme fins als recursos populars i tradicionals.